# Sminthopsis youngsoni
Espèce
Statut de conservation UICN

 LC  : Préoccupation mineure
Sminthopsis youngsoni, communément appelé Petit dunnart à pieds velus est un petit carnivore marsupial australien de la famille des Dasyuridae. C'est une espèce assez commune, se rencontrant dans de nombreuses zones désertiques de l'Australie occidentale, du Territoire du Nord et du Queensland.
Il ressemble beaucoup à Sminthopsis hirtipes dont il diffère toutefois par sa taille plus petite et ses pattes moins velues.

## Étymologie
Son nom spécifique, youngsoni, lui a été donné en l'honneur de W. Ken Yougson qui a notamment aidé à la capture des spécimens.

## Publication originale
- (en) Norman L. McKenzie et Michael Archer, « Sminthopsis youngsoni (Marsupialia: Dasyuridae) the lesser hairy-footed dunnart, a new species from arid Australia », Australian Mammalogy, CSIRO Publishing (d), vol. 5,‎ janvier 1982, p. 267-279 (ISSN 0310-0049 et 1836-7402, lire en ligne).